# ナッシュビルSC
ナッシュビルSC (英語: Nashville Soccer Club) はアメリカ合衆国・テネシー州ナッシュビルに本拠地を置くサッカークラブである。2020年現在、メジャーリーグサッカーに在籍している。

## 歴史
2016年5月19日に設立されたクラブ、ナッシュビルFCを前身とする。ナッシュビルFCは2016年9月にクラブ名をナッシュビルSCに改称した。
2017年1月、MLS新規参入クラブの設立を目指していた実業家グループに買収された。
2017年12月20日、ナッシュビルSCに対しMLS参入資格が付与されたこと、および2020年シーズンよりMLSに加入することが発表された。
2019年2月20日、MLSはUSLで使用していたクラブ名「ナッシュビルSC」をMLSでも引き続き使用することを承認した。
ナッシュビルSCのMLS初戦は2020年2月29日で、クラブはニッサン・スタジアムでアトランタ・ユナイテッドFCと対戦した。この試合は59,069人のファンの前で行われ、サッカーの試合としてはテネシー州史上最多動員を記録した。この試合でウォーカー・ジマーマンがチームのMLS初ゴールを決めたが、最終的には2-1で敗れた。

## タイトル

### 国内タイトル
- MLSカップ：0回
  - なし

- サポーターズ・シールド：0回
  - なし

- USオープンカップ：0回
  - なし

### 国際タイトル
- リーグスカップ：0回
  - なし

- CONCACAFチャンピオンズカップ：0回
  - なし

- FIFAクラブワールドカップ：0回
  - なし

## 過去の成績
| 年   | ディビジョン | ディビジョン | ディビジョン | ディビジョン | ディビジョン | ディビジョン | ディビジョン | ディビジョン | ディビジョン | プレーオフ | USオープンカップ | 平均観客数 |
| 年   | 試           | 勝           | 分           | 敗           | 得           | 失           | 点           | レギュラー   | 全体         | プレーオフ | USオープンカップ | 平均観客数 |
| ---- | ------------ | ------------ | ------------ | ------------ | ------------ | ------------ | ------------ | ------------ | ------------ | ---------- | ---------------- | ---------- |
| 2023 |              |              |              |              |              |              |              |              |              |            | -                |            |

## 現所属メンバー
2020年9月11日現在
注：選手の国籍表記はFIFAの定めた代表資格ルールに基づく。
| No. | Pos. |                | 選手名                     |
| --- | ---- | -------------- | -------------------------- |
| 1   | GK   | アメリカ合衆国 | ジョー・ウィリス           |
| 2   | DF   | アメリカ合衆国 | ダニエル・ロヴィッツ       |
| 3   | DF   | アメリカ合衆国 | ジャリル・アニババ         |
| 4   | DF   | アメリカ合衆国 | デイヴ・ロムニー           |
| 5   | DF   | コロンビア     | ミゲル・ナザリト           |
| 6   | MF   | アメリカ合衆国 | ダックス・マッカーティ     |
| 7   | FW   | ガーナ         | アブ・ダンラディ           |
| 8   | FW   | コスタリカ     | ランダル・レアル           |
| 9   | FW   | セネガル       | ドミニク・バジ             |
| 10  | FW   | ドイツ         | ハニー・ムフタール         |
| 11  | FW   | ガーナ         | デイヴィッド・アカム       |
| 12  | DF   | カナダ         | アリステア・ジョンソン     |
| 13  | GK   | アメリカ合衆国 | エイドリアン・ゼンデジャス |
| 14  | FW   | メキシコ       | ダニエル・リオス           |

| No. | Pos. |                | 選手名                 |
| --- | ---- | -------------- | ---------------------- |
| 15  | DF   | アメリカ合衆国 | エリック・ミラー       |
| 16  | DF   | アメリカ合衆国 | ケン・トリベット       |
| 19  | FW   | アメリカ合衆国 | アラン・ウィン         |
| 20  | MF   | パナマ         | アニバル・ゴドイ       |
| 21  | MF   | アメリカ合衆国 | デリック・ジョーンズ   |
| 22  | MF   | アメリカ合衆国 | マット・ラグラッサ     |
| 23  | DF   | アメリカ合衆国 | テイラー・ワシントン   |
| 24  | MF   | アメリカ合衆国 | タナー・ディートリッヒ |
| 25  | DF   | アメリカ合衆国 | ウォーカー・ジマーマン |
| 27  | MF   | カメルーン     | ブライアン・アヌンガ   |
| 30  | GK   | アメリカ合衆国 | エリオット・パニッコ   |
| 55  | DF   | ホンジュラス   | ブライアン・ベッケレス |
| 94  | DF   | コロンビア     | ジミー・メドランダ     |
| 99  | FW   | ベネズエラ     | ジョンデル・カディス   |

監督
- グレイ・スミス